# Marco Hofschneider
Marco Hofschneider, né le 18 octobre 1969 à Berlin, est un acteur allemand ; il est surtout connu pour avoir interprété le rôle de Salomon Perel dans le film Europa Europa. Depuis, il est apparu dans divers films et séries télévisées britanniques ou allemands.

## Filmographie

### Cinéma
- 1990 : Europa Europa : Salomon Perel
- 1991 : Les Dents de ma mère : Premier vampire
- 1992 : Le Mirage : Edouard Tümmler
- 1994 : L'Étudiant étranger : Phillipe
- 1994 : Ludwig van B. : Karl van Beethoven
- 1996 : L'Île du docteur Moreau : M'Ling
- 1999 : Dolphins : Jacob
- 2000 : Urban Legend 2 : Coup de grâce de John Ottman : Simon
- 2003 : Luther d'Eric Till : Ulrick
- 2008 : Crossing Paths : Daniel
- 2009 : Anniken : Phillip
- 2015 : Die Alraune und Das Schwert : Bauer
- 2015 : The Spray : Polizist Thomsen
- 2016 : Die Haut der Anderen : Pierre

### Télévision

#### Téléfilms
- 1991 : Hurenglück : Olivier
- 1992 : Mutter mit 16 : Steffen Borg
- 1994 : Normandy: The Great Crusade : Rudolf Grabher-Meyer
- 1997 : Liebesfeuer : Benno
- 1998 : Modern Vampires : Hans
- 2000 : Der Feind an meiner Seite
- 2000 : Mord im Swingerclub : Raik
- 2000 : 008 - Agent wider Willen
- 2014 : Kommissarin Heller - Der Beutegänger : Gerner Leistner

#### Séries télévisées
- 1992 : Euroflics : Olaf
- 1992 - 1994 : Un cas pour deux : Günter Lohse
- 1993 - 1994 : Polizeiruf 110 : Martin
- 1994 : Der König von Bärenbach : Benno
- 1996 : Rosa Roth : Sven
- 1996 : Wolkenstein : Jo Meinhardt
- 1998 : Alerte Cobra : Olaf Henke
- 1999 : Sept jours pour agir : Pieter Federov
- 1999 : Schloßhotel Orth : Frank Wörner
- 1999 : Chicken Soup for the Soul : Soldat allemand
- 1995 - 1999 : Wolff, police criminelle : Klaus Böttcher
- 2000 : L'Empreinte du crime : Mirco Schmeisser
- 2002 : Brigade du crime : Fred Zanders
- 2005 : Der Bergdoktor
- 2007 : Nuclear Secrets : Klaus Fuchs
- 2008 : Notruf Hafenkante : Jörn Lindner
- 1995 - 2009 : Tatort : Hajo Wasberg
- 2011 : Wilsberg : Hagen von Unger
- 2008 - 2011 : SOKO Wismar : Wolf Jürgens
- 2012 : Küstenwache : Jannis Kupka
- 2014 : In aller Freundschaft : Frank Arnold